# Тюркизация

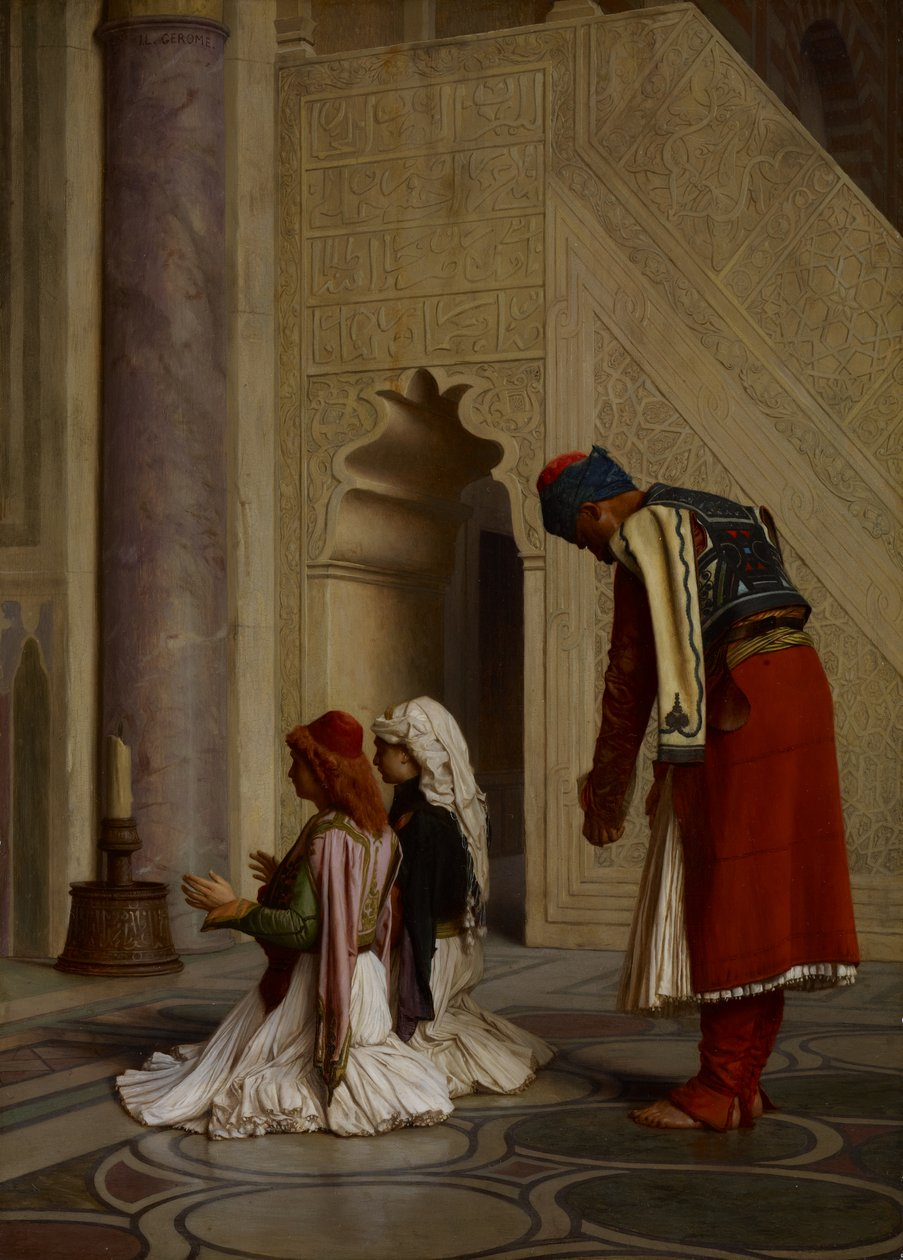
Исламизация молодых греков была широко распространённым явлением в большинстве бывших византийских городов Малой Азии и Балкан XI—XVII вв. За ней обычно неминуемо следовала и тюркизация. При этом часть греков перешла на турецкий язык, сохранив православие

Тюркиза́ция (тур. Türkleştirme) — языковая ассимиляция нетюрок в тюркскую среду, при которой происходила частичная или полная потеря одной этнической группой (или целым этносом) своего языка и его замена на один из тюркских языков. Наибольшее распространение тюркизация получила в эпоху средневековых тюркских миграций XI—XV веков. В некоторых случаях, например в рамках Османской империи, тюркизация была следствием исламизации ранее христианских групп, хотя это нетождественные понятия, так как некоторые тюркские народы исповедуют христианство (гагаузы, чуваши, кряшены), тенгрианство, шаманизм (якуты), иудаизм (караимы) или буддизм (тувинцы).

## Типология и география
Тюркизация могла носить как естественный характер — культурные контакты, межнациональные браки и т. п., так и принудительный (насильственный) характер — завоевание, численное истребление и вынужденное переселение. Наиболее обширная тюркизация нетюркских по происхождению групп наблюдалась в Средней Азии, где тюркизации подверглись древние иранские по происхождению кочевые и земледельческие группы. В евразийских степях также имело место смешение монгольских и тюркских групп при численном доминировании последних.
В некоторых случаях тюркизации подверглось финно-угорское население. Наиболее поздним и сложным является процесс тюркизации Анатолии мигрировавшими туда тюркскими племенами.

## Тюркизация в Сибири и Центральной Азии
«Киргизы представляют один из первых примеров народа, первоначально, по всей вероятности, нетюркского и впоследствии отюреченного. Отюречению особенно подверглись самоедские народности на южной окраине мест своего расселения. Этот процесс не закончен и до сих пор», — пишет тюрколог В. В. Бартольд.

### Тюркизация вМонгольской империи
В Золотой Орде особенно при Узбек-хане происходил бурный процесс тюркизации живших в его улусе монголов. Секретарь египетского султана Ибн-Фадлуллах ал-Омари совершенно определённо говорит о процессах тюркизации в Золотой Орде: 
«В древности это государство (Золотая Орда) было страною кипчаков, но когда овладели ею татары, то кипчаки стали их подданными; затем (когда с течением времени) татары смешались с ними и породнились, то земля одержала верх над всеми природными качествами и расовыми особенностями татар и все они стали совершенно как кипчаки, как будто они одного с ним рода, ибо монголы поселились в земле кипчаков и остались жить у них и в их земле. Таким образом, долгое пребывание во всякой стране и земле заставляет человеческую природу уподобляться ей и изменять свои прирождённые черты согласно природе этой страны, как мы выше сказали. Лишь иногда замечается большая или меньшая разница в цвете (кожи) по другой (впрочем) причине, чем влияние страны».
Этого же рода соображения высказал в XVIII веке Фишер. Говоря о татарах, «как о многолюднейшем народе между всеми турецкими поколениями», он отмечает, 
«что по времени имя татар смешалось с монголами и верх одержало, то, может быть, произошло от того, что татары, по приведении Чингиз-ханом всех их поколений под одну власть, в войсках его и наследников его, служили в гораздо большем числе, нежели самые монголы. Сие можно заключить из того, что во всех тех завоеванных землях, которые прежде имели собственный свой язык, и не знали монгольского, ни татарского, взошел в употребление только татарский язык с выключением монгольского, что не могло бы учиниться, когда б татары гораздо числом не превосходили монголов. Таким образом, для несравненно большого числа татар пропало монгольское имя в западных землях».
Крупнейший монголист, советский учёный, академик В. Я. Владимирцов также подчёркивает, что «ушедшие на запад монголы довольно скоро подверглись тюркизации, вообще растворились в окружающей этнографической среде более или менее им близкой». И лишь для Средней Азии он делает некоторую оговорку, что здесь «процесс усвоения монголами „мусульманской“ культуры… протекал медленнее, чем в Персии, так как в Средней Азии монголы оказались, отчасти, посреди этнически близких им тюркских кочевников».

## Тюркизация вЗападной Азии

### Тюркизация вОсманской империи
Тюркизация Анатолии началась со второй половины XI века. Первое тюркское вторжение произошло в 1064 году. В 1071 году тюрки захватили всю Центральную Анатолию. В 1097 году дошли до берегов Эгейского моря. Совместные усилия армян, греков и крестоносцев отбросили их назад, но вытеснить из Центральной Анатолии так и не смогли. На начальном этапе тюрки-скотоводы составляли лишь небольшую долю населения региона, где смешанно обитали греки, курды, армяне, евреи, грузины и арабы. Но мощная военная организация предоставила тюркам существенный военный, а со временем и демографический перевес.
Когда угасающая Византийская империя теряла города, традиционно греческие топонимы Анатолии начали тюркизироваться (Прусса стала Бурсой, Никея превратилась в Изник, Никомедия — в Измит) или же вовсе были заменены тюркскими новообразованиями.
Султаны активно смешивали в своих гаремах представительниц разных национальностей, дети которых вынуждены были общаться по-турецки, а значит вырастали тюрками. То же самое касалось и мальчиков-девширме.

Так, один из «заключённых» (то есть рабов) дворца писал: 
«Во дворце есть всего несколько человек, говорящих по-тюркски от рождения, потому что султан полагает, что вернее служат ему обращённые христиане, у которых нет ни крова, ни дома, ни родителей, ни друзей». В популярной среди османской бюрократии тех времён книге «Правление, или Правила для правителей» говорится, в частности, что если султан примет на службу представителей разных народов, то «все народности будут стремиться превзойти друг друга… Если армия состоит из одного народа, появляется опасность. У солдат нет рвения, и они подвержены беспорядку».

## Особенности
Тюркизация не сопровождалась изменением физического типа, что являлось результатом культурных, а не брачных контактов. Вытеснение местных языков тюркскими языками было постепенным: сначала ассимилируемые становились двуязычными, а затем полностью тюркоязычными. Не всегда начавшаяся тюркизация была успешной. Часто её завершению мешали разные внешние факторы. Так, на начальном этапе своей истории венгерские племена интенсивно контактировали с тюркскими, но миграция венгров в Европу в конце X века прекратила эти контакты. Румынизация и болгаризация лишили Добруджу большей части её былой тюркской составляющей.